# Oscar O'Shea
Pour les articles homonymes, voir O'Shea.

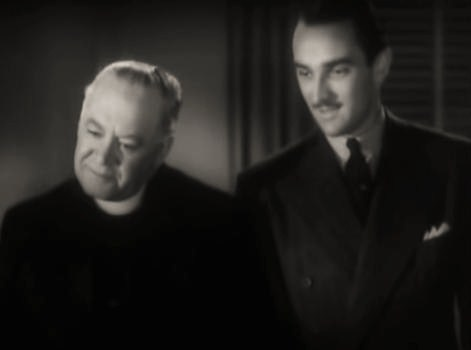
Avec Lee Bowman (à d.), dans Elle et lui (1939)

Oscar (Michael) O'Shea est un acteur canadien, né le 8 octobre 1881 à Peterborough (Ontario), mort le 6 avril 1960 à Los Angeles — Quartier d'Hollywood (Californie).

## Biographie
Installé aux États-Unis, Oscar O'Shea y débute au cinéma dans huit films sortis en 1937, dont Capitaines courageux de Victor Fleming (avec Freddie Bartholomew et Spencer Tracy) et Rosalie de W. S. Van Dyke (avec Eleanor Powell et Nelson Eddy).
Suivent cent autres films américains, le dernier étant Thy Neighbor's Wife d'Hugo Haas (avec le réalisateur et Kathleen Hughes), sorti en 1953.
Citons également L'Ensorceleuse de Frank Borzage (1938, avec Joan Crawford et Melvyn Douglas), Des souris et des hommes de Lewis Milestone (1939, avec Burgess Meredith et Betty Field), Rencontre à Londres d'Edwin L. Marin (1943, avec Michèle Morgan et Alan Curtis), ou encore Rose d'Irlande de David Butler (1947, avec Dennis Morgan et Arlene Dahl).

## Filmographie partielle
- 1937 : Un vieux gredin (The Good Old Soak) de J. Walter Ruben
- 1937 : Capitaines courageux (Captains Courageous) de Victor Fleming : Capitaine Walt Cushmam
- 1937 : La Grande Ville (Big City) de Frank Borzage : John C. Andrews
- 1937 : Rosalie de W. S. Van Dyke : M. Callahan
- 1937 : Mariage double (Double Wedding) de Richard Thorpe : Turnkey
- 1937 : Mannequin de Frank Borzage : « Pa » Cassidy
- 1938 : International Crime de Charles Lamont : Edward Heath
- 1938 : Les Anges aux figures sales (Angels with Dirty Faces) de Michael Curtiz : Kennedy
- 1938 : Menaces sur la ville (Racket Busters) de Lloyd Bacon : « Pop »
- 1938 : Man-Proof de Richard Thorpe : Gus
- 1938 : Compagnons d'infortune (Stablemates) de Sam Wood : Pete Whalen
- 1938 : L'Ensorceleuse (The Shinning Hour) de Frank Borzage : Charlie Collins
- 1939 : Le Roi du turf (King of the Turf) d'Alfred E. Green : Le barman
- 1939 : Elle et lui (Love Affair) de Leo McCarey : Le prêtre
- 1939 : Undercover Agent d'Howard Bretherton : Patrick « Pat » Murphy
- 1939 : Lucky Night de Norman Taurog : Lieutenant Murphy
- 1939 : Invitation au bonheur (Invitation to Happiness) de Wesley Ruggles : Le juge des divorces
- 1939 : Mademoiselle et son flic (She Married a Cop) de Sidney Salkow : Pa Duffy
- 1939 : Frou-frou de Broadway (The Star Maker) de Roy Del Ruth : M. Flannigan
- 1939 : The Night of Nights de Lewis Milestone : M. Conway
- 1939 : Des souris et des hommes (Of Mice and Men) de Lewis Milestone : Jackson
- 1940 : L'Inconnu du troisième étage (Stranger on the Third Floor) de Boris Ingster : Le juge
- 1940 : Suzanne et ses idées (Susan and God) de George Cukor : Samr
- 1940 : Quai numéro treize (Pier 13) d'Eugene Forde
- 1941 : Le Cœur révélateur (The Tell-Tale Hart) de Jules Dassin (court métrage) : Le premier shérif-adjoint
- 1941 : Ringside Maisie d'Edwin L. Marin : Le conducteur de train
- 1941 : Les Oubliés (Blossoms in the Dust) de Mervyn LeRoy : Dr West
- 1941 : Sleepers West d'Eugene Forde
- 1942 : Le meurtrier s'est échappé (Fly-by-Night) de Robert Siodmak : « Pa » Prescott
- 1942 : The Bashful Bachelor (en) de Malcolm St. Clair : M. Skimp
- 1942 : Le Témoin disparu (Just Off Broadway) de Herbert I. Leeds
- 1943 : La Cité sans hommes (City Without Men) de Sidney Salkow : Joseph Barton
- 1943 : The Good Fellows de Jo Graham
- 1943 : Good Morning, Judge de Jean Yarbrough
- 1943 : Rencontre à Londres (Two Tickets to London) d'Edwin L. Marin : M. Tinkle
- 1944 : Haunted Harbor (en) de Spencer Gordon Bennet et Wallace Grissell (serial) : John Galbraith
- 1944 : Le Fantôme de la Momie (The Mummy's Ghost) de Reginald Le Borg : Scripps
- 1945 : Senorita from the West de Frank R. Strayer : Dusty
- 1946 : Sans réserve (Without Reservations) de Mervyn LeRoy : Le conducteur de train
- 1946 : Personality Kid de George Sherman
- 1947 : Rose d'Irlande (My Wild Irish Rose) de David Butler : « Pat » Daly
- 1948 : One Sunday Afternoon de Raoul Walsh : Toby
- 1950 : Les Filles à papa (The Daughter of Rosie O'Grady) de David Butler : M. Flannigan
- 1953 : Thy Neighbor's Wife d'Hugo Haas : rôle non-spécifié